# Dolno Dobrenoec
Dolno Dobrenoec (macedónul: Долно Добреноец) település Észak-Macedóniában, a Délnyugati körzet Kicsevói járásában, 2013-ig a Drugovói járás része volt, ami teljes egészében beolvadt a Kicsevói járásba.

## Népesség
| Lakosok száma | 206  | 202  | 120  | 92   | 70   | 50   | 62   | 44   | 23   |
|               | 1948 | 1953 | 1961 | 1971 | 1981 | 1991 | 1994 | 2002 | 2021 |

2002-ben 44 lakosa volt, akik mindannyian macedónok.